# Некролатрия
Некролатрия (от греч. др.-греч. νεκρός — мёртвый и др.-греч. λατρεία - почитание) — почитание либо обожествление мёртвых, распространённое во многих религиях и верованиях.
Некролатрия проявляется в фольклоре, художественной литературе, мифологии, магии, колдовстве и т. д. Одним из самых масштабных современных примеров некролатрии является День Мёртвых, ежегодно проходящий 1 и 2 ноября в Мексике, Гватемале, Гондурасе, Сальвадоре, а также христианское отношение к мощам.
Некролатрия в религиозных воззрениях чаще всего проявляется в виде поклонения мощам святых, культе предков, поминальных традициях , суевериях, связанных с мертвецами и привидениями и т.п.
Формы некролатрии в фольклорных и традиционных воззрениях находят своё отражение в верованиях в посмертное существование человека на «том свете», в том числе с негативной коннотацией (см. Упырь, Русалка, Заложные покойники, Привидение).